# Calle Salamanca
La calle Salamanca es una vía pública de la ciudad española de Albacete. Lleva el nombre de José de Salamanca y Mayol, marqués de Salamanca, responsable de la llegada del ferrocarril a la ciudad.

## Historia
La calle albergó la primera fonda de Albacete, denominada Fonda del Reloj, establecida en 1870. Tuvieron su sede en la calle la sucursal del Banco de España, el Casino Artístico y el Casino Artístico Industrial.
A principios del siglo XX destacó el Colegio de las Dominicas de la Congregación de Hermanas Terciarias de la Anunciata, que se construyó sobre un antiguo teatro. A mediados del siglo XX se edificó el Palacio Episcopal de Albacete, inaugurado en 1952.
En 1980 fue inaugurado por los reyes de España el Palacio de Justicia de Albacete, cuya fachada lateral se ubica al comienzo de la calle, construido sobre el antiguo convento de San Agustín.

## Situación
La calle Salamanca comienza su recorrido en el cruce con la calle San Agustín, como continuación de la calle Gaona, y, discurriendo en dirección sur-norte, finaliza en la calle Alcalde Conangla, frente al Parque Lineal de Albacete.